# Avenue de l’Opéra
Die Avenue de l’Opéra ist eine Straße im 1. und 4. Arrondissement von Paris. Sie ist eine der bekanntesten Straßen, die während der Umgestaltung von Paris durch den Präfekten Haussmann angelegt wurden.

## Lage und Besonderheiten
Die Avenue de l’Opéra beginnt am Place André-Malraux vor dem Comédie-Française-Theater ab und mündet an der Opéra Garnier am Place de l’Opéra in den Boulevard des Capucines. Um den bestmöglichen Blick auf die Hauptfassade der namensgebenden Opéra Garnier zu ermöglichen, wurde hier auf eine Alleebepflanzung verzichtet.
Die Straße wird von den U-Bahn-Stationen Opera, Pyramids und Palais Royal – Musée du Louvre bedient.

## Geschichte und Entstehung
Zunächst war vorgesehen, an dieser Stelle zu Ehren Napoleon III. eine Avenue de Napoleon zu schaffen, die vom Musée du Louvre zur Rue de la Paix führen sollte. Dieser Plan wurde in einem Dekret von 1854 festgehalten, aber wegen des Weiterbaus der Rue de Rivoli nie ausgeführt. Als 1860 der Bau der neuen Opéra Garnier am Boulevard de Capucines begann, sah ein neues Dekret von 1864 die Schaffung einer Straße in der Breite von 22 Metern vor. Der Bau wurde an beiden Enden begonnen, kam aber nur langsam voran und kam schließlich, mit dem Ausbruch der Feindseligkeiten mit Preußen, dem Sturz des Kaiserreichs und der Ausrufung der Republik ganz zum Erliegen. Die immer noch vorgesehene „Avenue de Napoleon“ wurde dann zunächst in „Avenue de la Nation“ und schließlich 1873 endgültig in Avenue de l’Opéra umbenannt.

## Bildgalerie

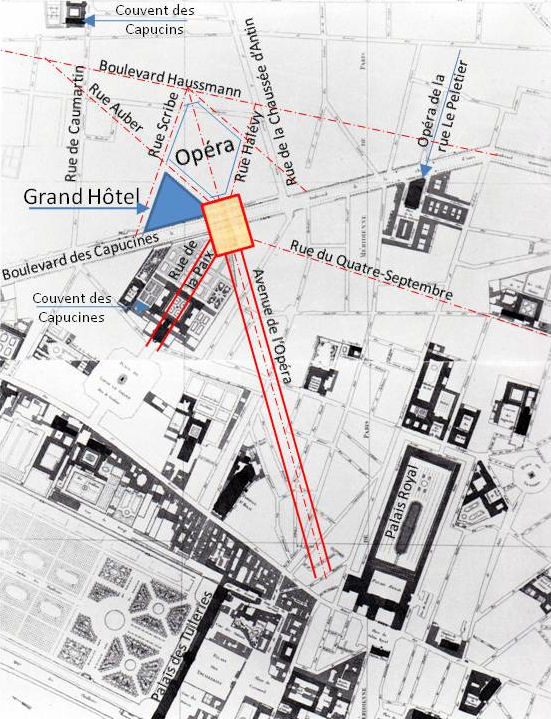
„Durchbruch“ der Avenue de l’Opéra
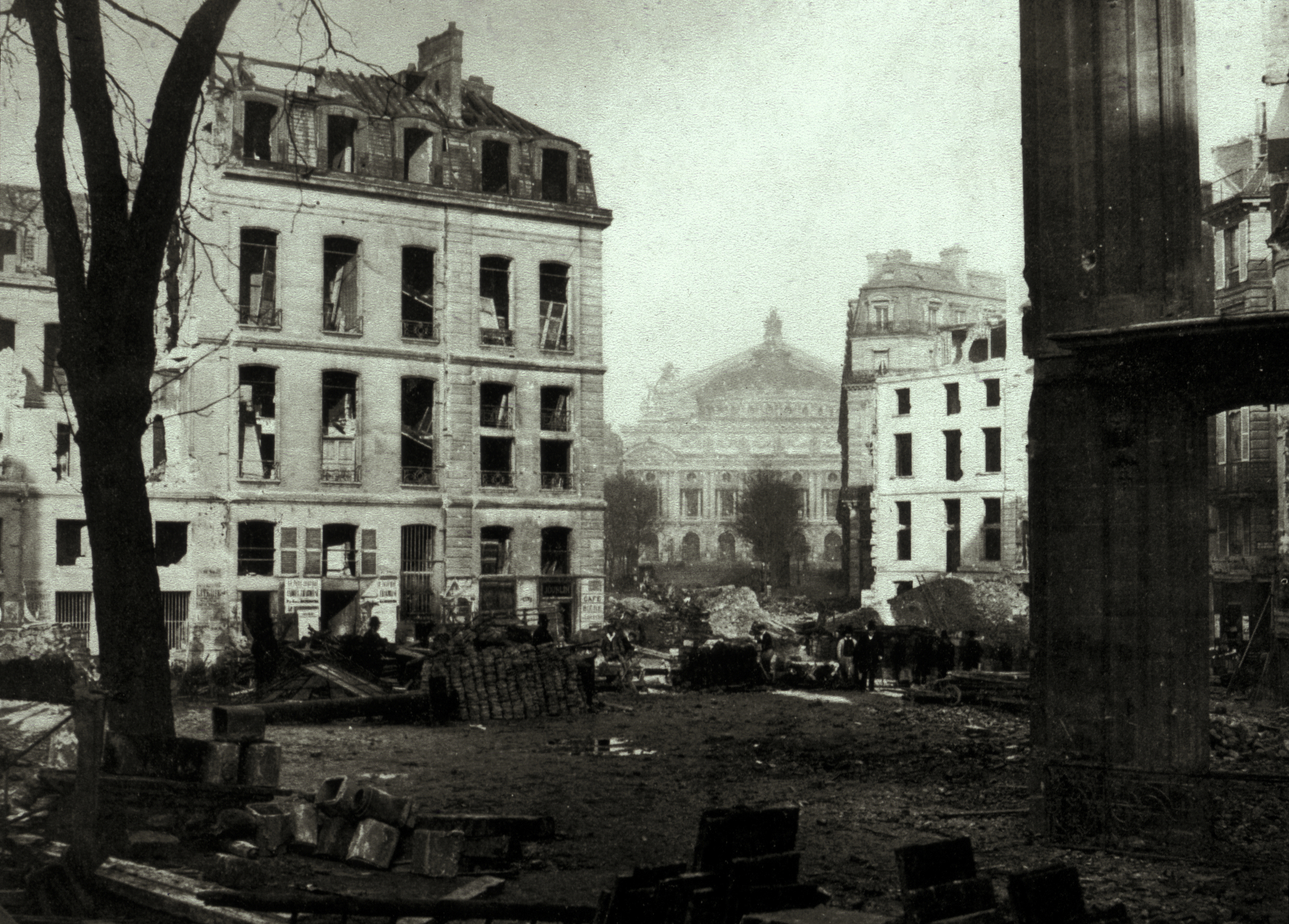
Bauarbeiten 1876
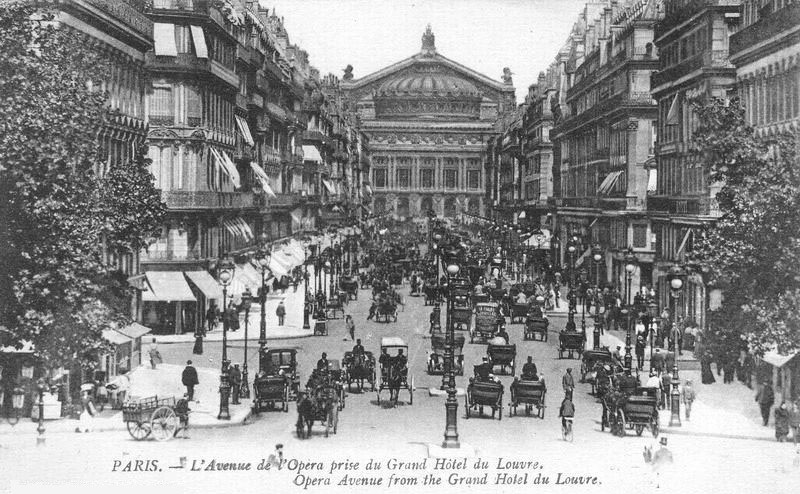
Postkarte um 1900
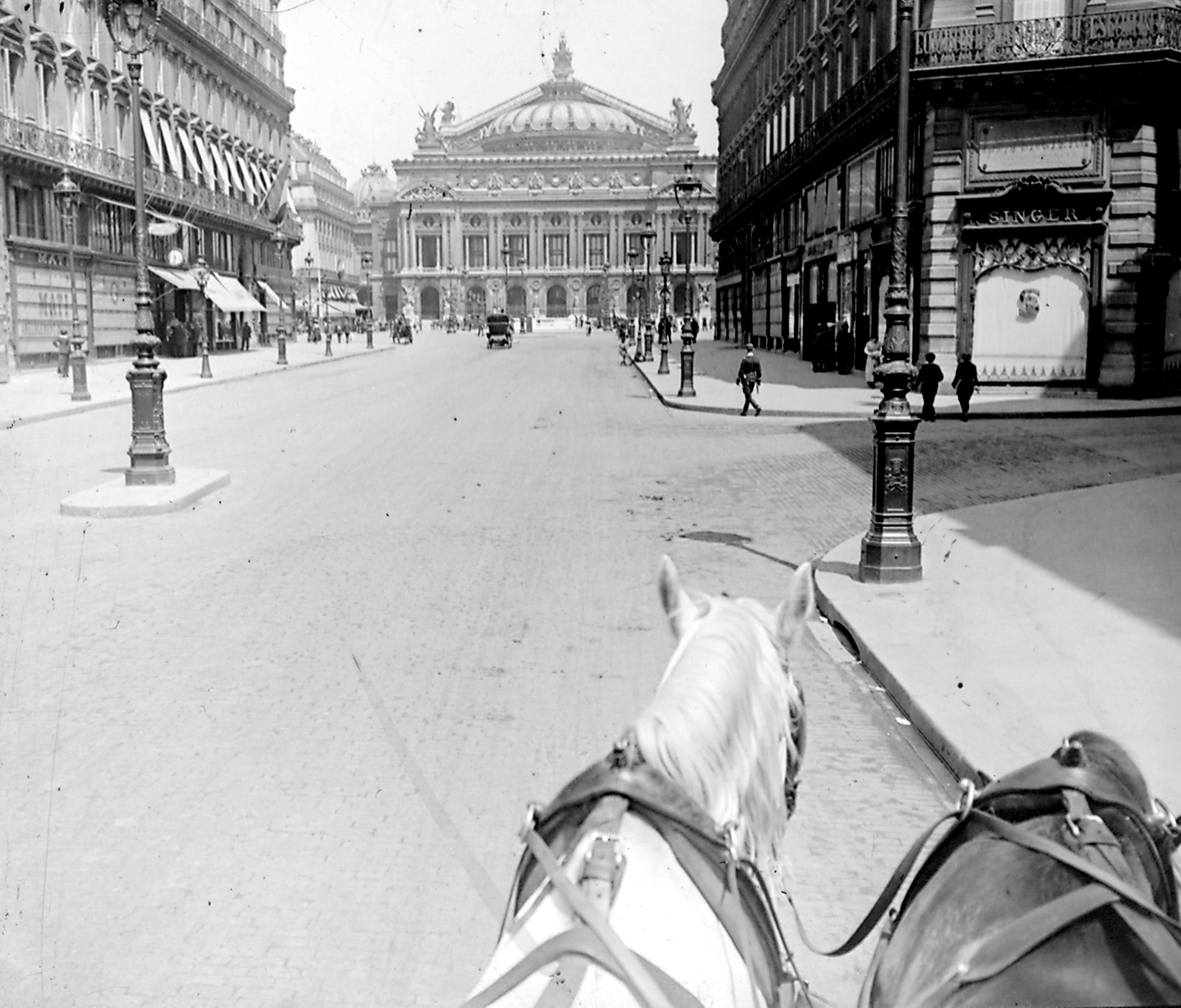
Um 1912
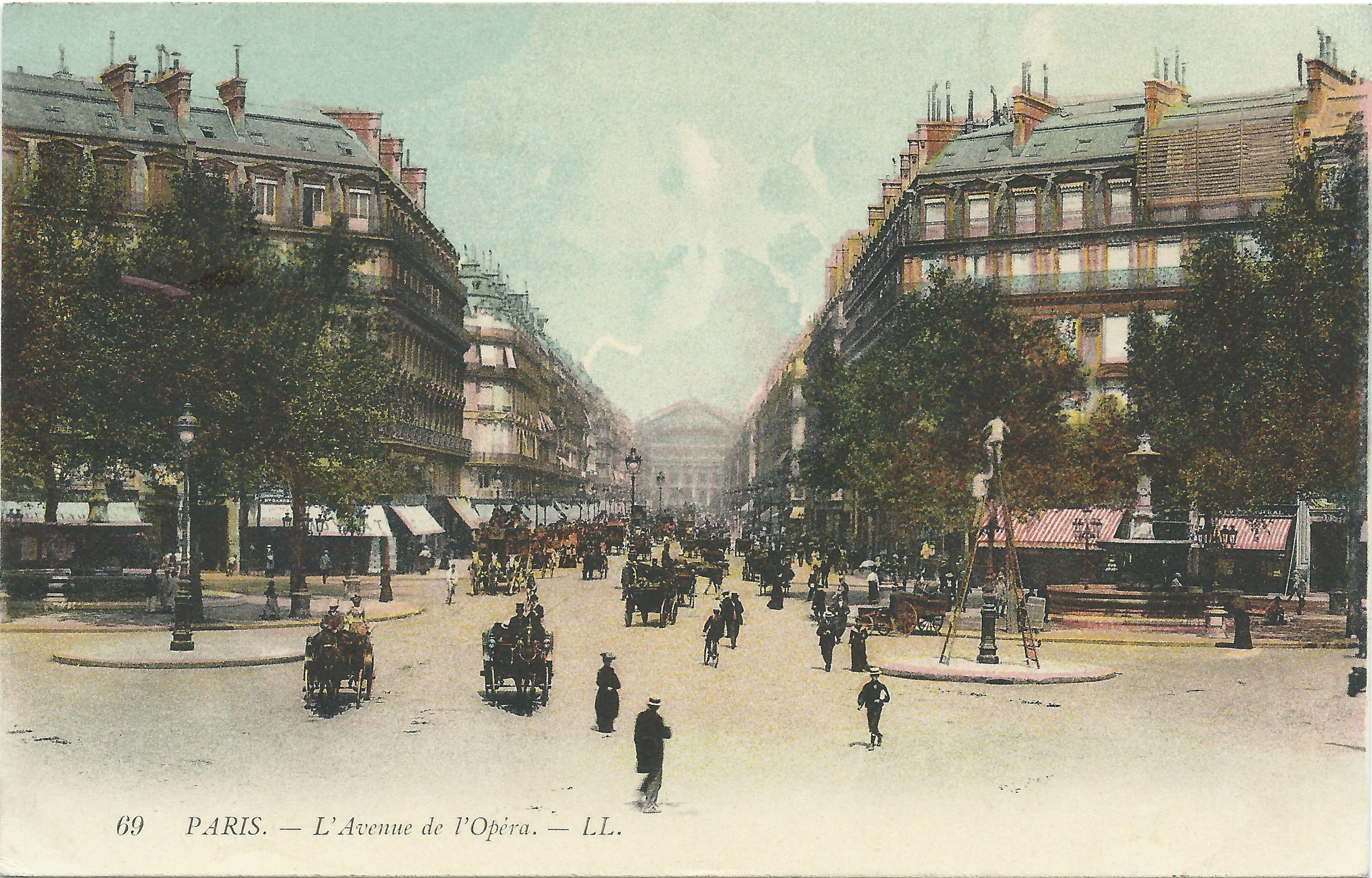
Farbpostkarte um 1900